# Metinvest
Metinvest B.V. (in ucraino Метінвест?) è una multinazionale ucraino-olandese attiva nei settori minerario e siderurgico. Opera prevalentemente in Europa (Bulgaria, Italia, Regno Unito, Ucraina) e Stati Uniti d'America; i suoi principali azionisti sono con il 71,25% SCM Holdings (Rinat Akhmetov) e con il 23,75% Smart Holding (Vadym Novyns'kyj).
Nel 2021, Metinvest era in cima alla classifica di Forbes delle maggiori società private ucraine. Sempre quell'anno la World Steel Association ha classificato il gruppo al 42º posto tra le prime 50 aziende siderurgiche del mondo. Nel 2021, Metinvest è stata anche classificata tra i primi 10 produttori mondiali di minerale di ferro.